# Дворец Четвертинских (Гродно)
Дворец Четвертинских (Королевская медицинская академия)— памятник архитектуры XVIII века.

## История
Здание построено в 70-х годах XVIII века, в рамках масштабного проекта застройки пригорода Гродно — Городницы. Курировал работы Антоний Тизенгауз, хотя фактическим хозяином всего комплекса Городницы являлся король Станислав Август Понятовский. Архитектором здания, как считают исследователи, был королевский зодчий Джузеппе де Сакко. Здание предназначалось для размещения Королевской медицинской академии — первого высшего учебного заведения на территории современной Беларуси.
В 1777 году король Станислав Август осматривал кабинеты, хотя внутренние работы ещё не были полностью завершены.
После упадка Антония Тизенгауза и переезда академии в Вильно здание перешло к князьям Четвертинским, имевшим немалый вес при королевском дворе.
Во время Гродненского сейма 1793 года в здании квартировал генерал-майор Иван Раутенфельд, сыгравший заметную роль в достижении выгодных для России и Пруссии результатов сейма.
В дневнике польского писателя Теодора Триплина, посетившего Гродно 28 июля 1856 года, содержатся воспоминания о дворце:

 Дом князя Четвертинского, расположен между огородами в северном пригороде, в завораживающем месте. В нём находятся несколько очень красивых полотен и некоторое количество старинных булав, буздыганов, карабел и ружей. Кажется, это единственное собрание живописи и единственный музей города.
— Teodor Tripplin. Dziennik podróży po Litwie i Żmudzi, t. 1, s – 27, Wilno 1858;
В 1890 году в здании родился гродненский историк Юзеф Иодковский. Его отец — Юзеф старший, жил в здании дворца. По воспоминаниям историка Станислава Костелковского, в особняке помещался Сельскохозяйственный синдикат.
После Второй мировой войны в бывшем дворце размещена военная комендатура, которая выехала из здания в 2000-х годах.
11 февраля 2010 года, компания Google поместила изображение дворца Четвертинских на свой логотип, в честь дня рождения Наполеона Орды — автора акварели с видом здания.

## Архитектура
Облик дворца относительно мало изменился по сравнению с изначальным. Здание выполнено в стиле барокко под влиянием классицизма. В композиции выделяются гранённые, боковые ризалиты, напоминающие башни.
Ранее эти объёмы были накрыты гранёнными куполами. С западной стороны к зданию примыкала оранжерея, соединяющая дворец с не сохранившимся дворцом Тизенгауза.
Первый ярус главного фасада декорирован рустом. Окна боковых ризалитов обрамляют простые наличники. Оконные проёмы второго яруса центральной части дворца, декорированы более сложными наличниками с канелюрами. Фасад украшают пилястры и лопатки. Между ризалитами помещена большая лоджия. На верхних ярусах «башен», после размещения советских военных организаций, был сделан милитаристский декор с флагами и пятиконечными звёздами.
Внутреннее убранство не сохранилось.